# ديوكتوفيما الكلى

## ديوكتوفيما الكلى
تعرف باسم دودة الكلى العملاقة ، وهي دودة خيطية طفيلية (الدودة أسطوانية )تتواجد بشكلها الناضج  في كلى الثدييات، الديوكتوفيما الكلى منتشرة في جميع أنحاء العالم، ولكنها أقل شيوعاً في إفريقيا وأوقيانوسيا  تؤثر على الثدييات التي تأكل الأسماك، وخاصة المنك والكلاب، تعد الإصابة البشرية نادرة الحدوث، ولكنها تؤدي إلى تدمير الكلى، وبالعادة تكون في كلية واحدة وبالتالي لا تؤدي إلى الوفاة، في عام 2019 أدرجت مراجعة  مجموع 37 حالة بشرية معروفة من ديكتاتوفيمياسيس في ١٠ بلدان وكان أعلى عدد (22) في الصين، والتشخيص عن طريق أخذ عينات من الأنسجة، ويكون العلاج الوحيد هو الاستئصال الجراحي

## المرادفات
ديوكتوفيموسيس، عدوى ديدان الكلى، لعملاقة، عدوى ديدان الكلى، عدوى ديوكتوفيما الكلى 

## تاريخ الاكتشاف
في عام 1583 تم اكتشاف الديوكتوفيما الكلى، وفي عام 1782 بعد قرنين تقريباً وصف يوهان غويزه لأول مرة الديوكتوفيما الكلى عند اكتشافه للديدان في كلية الكلب، تحتوي فصيلة الديوكتوفيميات على جنس واحد فقط (الديوكتوفيم) وكان اسم هذا الجنس على خلاف لمدة مائتي عام، وفي عام 1989 تم حل المسألة اخيرا  من قبل اللجنة الدولية للتسميات الحيوانات.
في العصر الحديث عام 2003 اكتشف بيض الديوكتوفيما الكلى في ستة كوبروليت (براز متحجر) بشرية  في موقع أربون بليش3 سويسرا، وهذا الموقع بالقرب من بحيرة، مما وفر للبشر الأوائل إمكانية الوصول إلى أسماك والضفادع، ويعود تاريخ هذه العينات إلى 3370-3384 قبل الميلاد وهي دليل على أن انتشار هذه العدوى كان مرتفع في بداية التاريخ البشري ( قبل المعرفة الكامل بتقنيات الطهي السليم)، وفي  عام 2019 في إنجلترا عثروا على البيض  في مستوطنة كانت  تتغذى على الأسماك ويعود تاريخها إلى 900 قبل المميلاد.

## ديوكتوفيموسيس
العرض السريري في البشر
الأفراد المصابون بعدوى ديوكتوفيما الكلى(المعروفة باسم ديوكتوفيموسيس) تظهر عادة مع أعراض منها: دم في البول، التهاب الكلى، ألم في الخاصرة،  تضخم الكلى، أو مغص كلوي (ألم متقطع في منطقة الكلى والتي قد ينتج عن هجرة نادرة للديدان عن طريق الحالب) يكون التليف الذي يحدث بعد الإصابة  نتيجة الطفيليات، وتظهر الموجات الفوق الصوتية أو الأشعة المقطعية سرطان الكلى، مما يؤدي إلى استئصال الكلى جذرياً.
بالعادة تصيب الديدان كلية واحدة، ويتم تدمير الكلى؛ بسبب التليف وتتطور الأنسجة الليفية الضامة الزائدة، غالباً يكون الخلل الكلوي محدوداً؛ لأن الكلى الغير مصابة  تكون قادرة على تولي المزيد من العمل، ومع ذلك في الحالات القصوى من  التهاب الغشاء النسيج يمكن أن يؤديي إلى الوفاة.
انتقال ودورة الحياة
يسكن الديوكتوفيم البالغ الكلية(عادة الكلى اليمنى)، تنتج الإناث البيض في البيئات المائية ويتم تمريره في البول، ويفقس البيض بعد 15-100 يوم.
يتم تناول هذه البيوض من قبل أولوجوشيت المائي، وتفقس، وتخترق الأوعية الدموية، وتتطور إلى المرحلة الثالثة وهي اليرقات.
وقد يبتلع المضيف النظير الأولوجوشيت، ثم يأتي المضيف النهائي ويبتلع المضيف النظير وأولوجوشيت،  ويخترق الصغار بطانة الأمعاء، والانتقال إلى الكبد، وبعد نضجهم لمدة 50 يوم تقريباً، يهاجرون إلى الكليتين، ويمكن أن يعيش الديوكتوفيم الكلى لمدة خمس سنوات 
أما الضيف النهائي فهو الثدييات آكلة اللحوم، وخصوصا المنك لكنه يشمل أيضا الذئاب، الذئاب البرية، الثعالب، الكلاب، الراكون، وابن عرس.
وتينقل المرض إلى البشر عند ابتلاعهم الأسماك أو الضفادع نيئة أو ايلغير مطهي جيداً.
حدثت حالات تؤكد الإصابة مرة أخرى في المنك ، الكلاب، الخنازير، الدببة، الثيران، والابشر.
علم تشكيل المورفولوجيا
الديوكتوفيما الكلى هي أكبر دودة خيطية تتطفل على البشر يبلغ طول ذكر الديدان 20-40 سم وعرضه من ٥_٦مم، ويمكن أن يكون طول الإناث 103 سم مع عرض ١٠_١٢مم.
يظهر كلا الجنسين باللون الأحمر الساطع ويتناقض عند الطرفين الأمامي والخلفي، ذكور الديوكتوفيما الكلى لديها جراب والذي يستخدم لتسهيل الزواج.
يتراوح حجم البيض بين 60-80 ميكرومتر x 39-47 ميكرومتر، ويحتوي على جنين، لديها شكل بيضاوي ولون أصفر بني، وللبيض قشرة سميكة، ويبدو سطحه منقوشاً إلا عند القطبين.

### التشخيص
الوسيلة النهائية للحصول على تشخيص  هي من خلال تحديد بيض الديوكتوفيما الكلى في بول المريض، (على سبيل المثال إذا كان المريض قد تناول أسماك  غير المطبوخة أو النيئة) وهي خطوة أولى يمكن أن تقترن بالفحوصات الإشعاعية؛ للبحث عن كليتين متضخمتين أو متكلستين، تحليل البول  قد يُظهر وجود الدم في البول واختبارات الدم قد تكشف عن فرط الحمضات.

### الإدارة
بسبب ندرة الحالات البشرية، لا يوجد علاج  لعدوى ديوكتوفيما الكلي في البشر، والوسيلة الوحيدة هي استئصال جراحي للديدان البالغة أو الكلى المصابة، ويعتبر استئصال الكلى أمراً شديد بالنسبة للحالات البشرية 
ويقال أن الطبيب استخدم دواء {ايفرميكتين} لعلاج مريض، شفي بشكل فعال، ولم يتم بعد تقييم استخدام الأدوية المضادة للديدان الطفيلية على أنها الإجراء المناسب لعلاج هذه العدوى.

### علم الأوبئة
على الرغم من أن الدكتوفيما الكلى منتشرة في جميع أنحاء العالم، وعلى الرغم من أنه أقل انتشار في إفريقيا وأوقيانوسيا، إلا أن العدوى البشرية نادرة للغاية.
المناطق المحيطة ببحر قزوين لديها أعلى عدد من الحالات كثرة حدوثها في إيران، وتنتشر العدوى في المناطق التي تشكل فيها أسماك الدعامة الغذائية.
العدوى الغير بشرية أكثر شيوعاً في جميع أنحاء العالم، وخاصة في المناطق ذات المناخ المعتدل، قد يكون الانتشار بين سكان المنك عالياً، مثل أجزاء من أونتاريو أو مينيسوتا، قد تصل أعداد بعض أسماك المنوة إلى 50%.

### الصحة العامة والاستراتيجيات الوقاية
لم تتخذ أي تدابير للصحة العامة أو استحدثت أي لقاحات بسبب ندرة العدوى البشرية، وغالبية الإصابة بالدكتوفيما الكلى هي عند تناول أسماك غير المطهية جيداً أو النية، وبالتالي يمكن تعزيز الممارسة البسيطة المتمثلة في طهي الأسماك بشكل كامل قبل تناولها، وهذا يؤدي إلى القضاء على عدوى الديوكتوفيما الكلى.

## الوصلات الخارجية
الديدان التي تتطفل على البشر https://kenanaonline.com/users/poultryscience/posts/284955